# Lista de prémios e nomeações recebidas por The Office (Estados Unidos)

## American Cinema Editors "Eddie" Awards
- 2006: Best Edited Half-Hour Séries (por "Casino Night")

1 prémio

## American Film InstituteAwards
- 2006
- 2008[1]

## Emmy Awards
- 2006: Actor Secundário - Série de Comédia (Steve Carell por "Michael Scott", nomeado)
- 2006: Outstanding Picture Editing - Single-Camera Séries (por "Booze Cruise", nomeado)
- 2006: Outstanding Picture Editing - Single-Camera Séries (por

"Christmas Party", nomeado)
- 2006: Outstanding Séries - Comedy
- 2006: Outstanding Writing - Comedy Séries (Michael Schur por

"Christmas Party", nomeado)
- 2007: Outstanding Actor - Comedy Séries

(Steve Carell, nomeado)
- 2007: Outstanding Directing - Comedy Séries (Ken Kwapis por "Gay

Witch Hunt", nomeado)
- 2007: Outstanding Picture Editing - Single-Camera Comedy Séries (por

```
"The Job")
```

- 2007: Outstanding Séries - Comedy (nomeado)
- 2007: Outstanding Sound Mixing - Half-Hour Comedy or Drama Séries and

Animation (por "The Coup", nomeado)
- 2007: Outstanding Supporting Actor - Comedy Séries (Rainn Wilson por "Dwight Schrute", nomeado)
- 2007: Outstanding Supporting Actress - Comedy Séries (Jenna Fischer por "Pam Beesly", nomeada)
- 2007: Outstanding Writing - Comedy Séries (Greg Daniels por "Gay Witch Hunt")
- 2007: Outstanding Writing - Comedy Séries (Michael Schur por "The Negotiation", nomeado)
- 2008: Outstanding Séries - Comedy (nomeado)
- 2008: Outstanding Actor - Comedy Séries (Steve Carell, nomeado)
- 2008: Outstanding Supporting Actor - Comedy Séries (Rainn Wilson, nomeado)
- 2009: Outstanding Séries - Comedy

(nomeado)
- 2009: Outstanding Actor - Comedy Séries (Steve Carell, nomeado)
- 2009: Outstanding Supporting Actor - Comedy Séries (Rainn Wilson por "Dwight Schrute", nomeado)
- 2009: Outstanding Directing - Comedy Séries (Jeff Blitz por "Stress Relief")
- 2010: Outstanding Séries - Comedy (nomeado)
- 2010: Outstanding Actor - Comedy Séries (Steve Carell, nomeado)
- 2010: Outstanding Writing - Comedy Séries (Greg Daniels & Mindy Kaling por "Niagara", nomeado)
- 2010: Outstanding Sound Mixing por a Comedy or Drama Séries por "Niagara"

4 prémios, 26 nomeações (nem todas listadas aqui)

## GLAAD Media Awards
- 2007: Outstanding Séries - Comedy (nomeado)

1 nomeação

## Golden Globe Awards
- 2005: Best Actor - Musical or Comedy

Séries (Steve Carell por "Michael Scott")
- 2006: Best Actor - Musical or Comedy

Séries (Carell, nomeado)
- 2006: Best Séries - Musical or Comedy (nomeado)

- 2007: Best Actor - Musical or Comedy

Séries (Carell, nomeado)
- 2008: Best Actor - Musical or Comedy

Séries (Carell, nomeado)
- 2008: Best Séries - Musical or Comedy (nomeado)

- 2009: Best Actor - Musical or Comedy

Séries (Carell, nomeado)
- 2009: Best Séries - Musical or Comedy (nomeado)

1 prémio, 8 nomeações

## Image Awards
- 2006: Outstanding Directing - Comedy Séries (Ken Whittingham por "Michael's Birthday")
- 2007: Outstanding Directing - Comedy Séries (Ken Whittingham por "Phyllis's Wedding")
- 2007: Outstanding Writing - Comedy Séries (Mindy Kaling por "Branch Wars", nomeado)

2 prémios, 3 nomeações

## Producers Guild of AmericaAwards
- 2006: Best Producer of the Year - Episodic Comedy
- 2007: Best Producer of the Year - Episodic Comedy (nomeado)
- 2008: Best Producer of the Year - Episodic Comedy (nomeado)

1 prémio, 3 nomeações

## Satellite Awards
- 2006: Best Actor - Musical or Comedy Séries (Steve Carell, nomeado)
- 2006: Best Séries - Musical or Comedy (nomeado)
- 2007: Best Actor - Musical or Comedy Séries (Steve Carell, nomeado)

3 nomeações

## Screen Actors Guild Awards
- 2006: Outstanding Peformance by a Male Actor in a Comedy Séries (Steve Carell por "Michael Scott", nomeado)
- 2006: Outstanding Performance by an Ensemble in a Comedy Séries (ganhou)
- 2007: Outstanding Performance by a Male Actor in a Comedy Séries (Steve Carell, nomeado)
- 2007: Outstanding Performance by an Ensemble in a Comedy Séries
- 2008: Outstanding Performance by a Male Actor in a Comedy Séries (Steve Carell, nomeado)
- 2008: Outstanding Performance by an Ensemble in a Comedy Séries
- 2009: Outstanding Performance by a Male Actor in a Comedy Séries (Steve Carell, nomeado)
- 2009: Outstanding Performance by an Ensemble in a Comedy Séries

2 prémios, 8 nomeações

## Writers Guild of America Awards
- 2005: Best Writing - Comedy Séries (nomeado)
- 2005: Best Writing - Episodic Comedy (B.J. Novak por "Diversity Day", nomeado)
- 2005: Best Writing - New Séries (nomeado)
- 2006: Best Writing - Comedy Séries
- 2006: Best Writing - Episodic Comedy (Steve Carell por "Casino Night")
- 2006: Best Writing - Episodic Comedy (Paul Lieberstein por "The Coup", nomeado)
- 2007: Best Writing - Comedy Séries (nomeado)
- 2007: Best Writing - Episodic Comedy (Paul Lieberstein and Michael Schur por "The Job")
- 2007: Best Writing - Episodic Comedy (B.J. Novak por "Local Ad", nomeado)
- 2007: Best Writing - Episodic Comedy (Caroline Williams por "Phyllis's Wedding", nomeado)
- 2008: Best Writing - Comedy Séries (nomeado)
- 2008: Best Writing - Episodic Comedy (Charlie Grandy por "Crime Aid", nomeado)
- 2009: Best Writing - Comedy Séries (nomeado)
- 2009: Best Writing - Episodic Comedy (Charlie Grandy por "Broke", nomeado)
- 2009: Best Writing - Episodic Comedy (Paul Lieberstein por "Gossip", nomeado)

3 prémios, 15 nomeações